# Ophir Pines-Paz

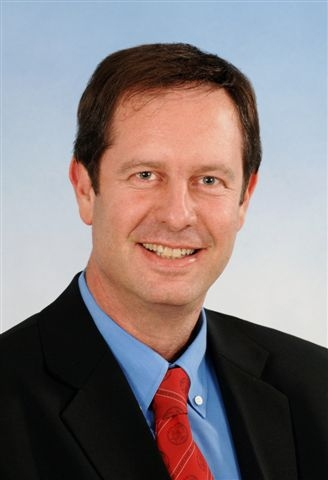
Ophir Pines-Paz (2005)

Ophir Pines-Paz (hebräisch אופיר פינס-פז; * 11. Juli 1961 in Rischon leTzion) ist ein israelischer Politiker. Er war Abgeordneter in der Knesset und war mehrfach Minister für die israelische Arbeitspartei Awoda. Im Oktober 2006 trat er aus Protest gegen die Aufnahme der ultrarechten Partei Jisra’el Beitenu (Israel – unser Zuhause) in die Regierungskoalition von seinem damaligen Ministerposten zurück.

## Leben und Werk
Ophir Pines-Paz wurde als Sohn eines Niederländers 1961 in Rischon leTzion geboren. Nach seiner Schulzeit und absolviertem Studium an der Hebräischen Universität zu Jerusalem (B.A. in Internationale Beziehungen) und an der Universität Tel Aviv (M.A. in Public Policy) widmete er sich einer politischen Laufbahn.
Ab 1996 war er als Awoda-Abgeordneter Mitglied in der Knesset. Von Januar bis November 2005 war er israelischer Innenminister und von Mai bis Oktober 2006 Minister für Wissenschaft, Technologie, Kultur und Sport. Als die ultrarechte Partei Jisra’el Beitenu von Avigdor Lieberman in die Koalition aufgenommen wurde, protestierten neun Knesset-Abgeordnete, darunter Ophir Pines-Paz, gegen eine Koalition der Arbeitspartei mit Jisra’el Beitenu, da diese Partei für die ethnische Säuberung aller Araber aus Israel und den besetzten Gebieten eintritt. Aus Protest legte Pines-Paz im Oktober 2006 sein Ministeramt nieder, als eine Koalition der Awoda mit Jisra’el Beitenu vereinbart wurde. Pines-Paz schied 2010 aus der Knesseth aus.
Ophir Pines-Paz ist verheiratet und hat zwei Kinder.